# The Supremes
Супримс (:) била је америчка дјевојачка пјевачка група и главни клијент Мотаун рекордса током 1960-их. Основана као Прајметс (енгл. the Primettes, : ) у Детроиту (Мичиген, САД) године 1959, група Супримс је била комерцијално најуспјешнија од свих у Мотауну, а до дан-данас је остала најуспјешнија америчка вокална група, са 12 синглова на првој позицији на листи . Већину ових хитова написао је и продуцирао Мотаунов главни тим за писање пјесама и њихову продукцију, Холанд—Дожер—Холанд. На свом врхунцу средином 1960-их, пјевачице Супримса су биле ривалке Битлсима по свјетској популарности, а тврди се и да је њихов успјех омогућио мејнстрим каријеру за будуће афричкоамеричке ритам и блуз и соул музичаре.
Чланице-оснивачице Флоренс Балард, Мери Вилсон, Дајана Рос и Бети Макглоун, све становнице јавног стамбеног насеља „Брустер—Даглас” у Детроиту, формирале су Прајметс као сестринску групу Прајмсима (са Полом Вилијамсом и Едијем Кендриксом, који су касније промијенили име у Темптејшонси). Барбара Мартин је замијенила Макглоунову 1960, а група је сљедеће године као Супримс потписала уговор са Мотауном. Мартинова је напустила групу почетком 1962. године, а Росова, Балардова и Вилсонова су наставиле да пјевају као трио.
Током средине 1960-их, Супримс је остварио мејнстрим успјех са Росовом као фронтменком групе. Предсједник Мотауна Бери Горди мл. је 1967. године преименовао групу у Дајана Рос и Супримс (:), а Балардову замијенио са Синди Бердсонг. Росова је 1970. године напустила састав како би започела соло каријеру, а замијенила ју је Џин Терел, у моменту када се име групе враћа на првобитно Супримс. Након 1972. године, постава се мијењала нешто чешће; Линда Лоренс, Шери Пејн и Сузеј Грин постају чланице бенда током средине 1970-их. Група се расформирала 1977. године, након 18 година постојања.

## Историја

### Почеци
Флоренс Балард, ученица основне школе (енгл. junior high school) која је живјела у комплексу Брустер—Дагласових стамбених пројеката (енгл. Brewster–Douglass Housing Projects) у Детроиту, 1958. године је упознала Пола Вилијамса и Едија Кендрикса, двојицу чланова мушке пјевачке групе познате као Прајмси (енгл. the Primes). Пошто је Балардова умјела да пјева, као што је био случај и са дјевојком Пола Вилијамса Бети Макглоун, менаџер Прајмса Милтон Џенкинс је одлучио да направи сестринску групу Прајмса по имену Прајметс (енгл. the Primettes). Балардова се одмах удружила са својом најбољом пријатељицом Мери Вилсон, која се опет удружила са својом колегиницом из разреда Дајаном Рос. Са Џенкинсом као ментором и финансијером, Прајметс је почео да изводи хит пјесме поред умјетника као што је Реј Чарлс и бенда Дрифтерси (енгл. the Drifters), и то на тзв. сок хоп (енгл. sock hop) игранкама те у друштвеним клубовима и талент шоуима широм детроитског подручја. Добијајући додатна упутства од пријатеља групе и етаблираног текстописца Џесија Грира, квартет је брзо стекао много локалних обожавалаца. Дјевојке су имале стил облачења прикладан за све узрасте, који је био надахнут студентском одјећом популарне ду-воп групе Френки Лајмон и Тинејџерси (енгл. Frankie Lymon & the Teenagers); већим дијелом, Балардова, Росова и Вилсонова изводиле су једнаке дијелове које иначе пјевају фронтмени. Унутар неколико мјесеци, гитариста Марвин Тарплин је постао додатни члан поставе Прајметса — чиме се група учинила различитом од велике већине других из Детроита које су биле у успону, јер је омогућено дјевојкама да пјевају уживо умјесто усне синхронизације.
Након што су освојиле престижне локалне талент шоуе, чланице Прајметса су одлучиле да сниме нешто. У нади да ће склопити уговор са локалном новоформираном дискографском кућом Мотаун (енгл. Motown label), Росова је 1960. године питала свог старог сусједа — Смокија Робинсона, фронтмена Мираклса (енгл. the Miracles) — да јој помогне да њена група доспије на аудицију код директора Мотауна Берија Гордија, који се већ доказао као способан текстописац. Робинсону су се свидјеле „дјевојке” (како су тада биле познате у Мотауну) и пристао је да помогне, а гитариста му се свидио још више; уз дозволу Прајметса он је унајмио Тарплина, који је постао гитариста за Мираклсе. Робинсон се побринуо и да се Прајметс појави a cappella на аудицији са Гордијем, али је овај — осјећајући да су дјевојке премладе и неискусне да постану прави музичари — рекао да треба да се врате након што заврше основну школу. Непоколебане, чланице Прајметса су касније исте године снимиле сингл за Лу пајн рекордс (енгл. Lu Pine Records), кућу направљену само за њих; сингл који се звао Tears of Sorrow био је заснован на пјесми Pretty Baby. Међутим, сингл није успио да придобије пажњу публику. Нетом послије овога, Макглоунова се вјерила и напустила групу. Барбара Мартин је била њена благовремена замјена.
Одлучне да оставе утисак на Гордија и придруже се Мотауновим звијездама у успону, чланице Прајметса су посјећивале његов музички студио са надимком Хитсвил Ју-Ес-Еј (енгл. Hitsville U.S.A.) сваки дан послије школе. У коначници су га успјеле увјерити да им дозволи да допринесу пљескањем и бек вокалима у пјесмама других Мотаунових умјетника, укључујући Марвина Геја и Мери Велс. Јануара 1961. године, Горди је напокон попустио и пристао да „дјевојке” постану дио његове издавачке куће — али под условом да промијене име своје групе. Прајмс се до тада удружио са Отисом Вилијамсом и Дистантсима (енгл. Otis Williams & the Distants) и убрзо потписао уговор за Мотаун као Темптејшонси (енгл. the Temptations). Горди је Балардовој дао списак с којег је требало да одабере једно од предложених имена за своју групу: Дарлинс (енгл. the Darleens), Свит пис (енгл. the Sweet Ps), Мелодис (енгл. the Melodees), Ројалтонс (енгл. the Royaltones), Џуелетс (енгл. the Jewelettes)... Балардова је одабрала Супримс (енгл. the Supremes), име које се Росовој првобитно није свиђало јер је осјећала да је превише мушко. Без обзира на ово, 15. јануара 1961. године група је потписала уговор за Мотаун као Супримс. Мартинова је у прољеће 1962. године напустила групу да би основала породицу. Тако је новоименовани Супримс наставио као трио.
У раздобљу између 1961. и 1963. године, Супримс је снимио и објавио шест синглова, од којих се ниједан није нашао међу топ 40 позиција на листи . У шали прозвана „но-хит Супримс” у сједишту Мотауна које је носило надимак Хитсвил Ју-Ес-Еј, група је покушавала да компензује недостатак хитова прихватањем било ког расположивог посла у студију, поново пљескајући и пружајући бек вокале за Мотаунове умјетнике, као што су поменути Марвин Геј и бенд Темптејшонси. Током ових година свог рада, све три чланице су се опредијелиле за одређене врсте пјесама: Вилсонова је вољела лагане баладе, Балардова дубоке и енергичне пјесме, а Росова мејнстрим поп. Већину њихових раних пројеката је написао и продуцирао Бери Горди или Смоки Робинсон. Децембра 1963. године, сингл When the Lovelight Starts Shining Through His Eyes је доспио на позицију 23 на листи .
Lovelight је била једна од многих пјесама Супримса коју је направио Мотаунов тим за писање текстова и продуцирање познат као Холанд—Дожер—Холанд (енгл. Holland–Dozier–Holland). Крајем године 1963, Бери Горди је одабрао Дајану Рос — која је 1965. промијенила име (из Diane у Diana) — за званичну фронтменку групе. Балардова и Вилсонова су повремено пјевале соло на албумима Супримса, а Балардова је наставила да пјева своју соло нумеру People на концерту за сљедеће двије године.
Супримс је у прољеће 1964. године снимио сингл Where Did Our Love Go. Пјесму је тројац Холанд—Дожер—Холанд првобитно намијенио за Марвелетс (енгл. the Marvelettes), али су оне одбиле. Иако се пјесма није свиђала ни Супримсу, продуценти су их присилили да је сниме. Августа 1964. године, док је Супримс путовао са Караваном звијезда (енгл. Caravan of Stars) Дика КларкаBaby Love, пјесма Where Did Our Love Go је доспјела на прву позицију на америчким поп листама, на велико изненађење и одушевљење групе. Ово је такође била њихова прва пјесма која се појавила на британским поп листама, гдје се попела до треће позиције.
Послије Where Did Our Love Go су услиједила четири узастопна америчка хита број један: Baby Love (који је такође био хит број један и у УК), Come See About Me, Stop! In the Name of Love и Back in My Arms Again. Baby Love је 1965. године номинована за награду Греми за најбољу ритам и блуз пјесму (енгл. Grammy Award for Best R&B Song).

### Утицај
Супримс је с намјером створио гламурознију слику од претходних црначких извођач(иц)а. Већина ствари везаних за ово је остварена захваљујући директору Мотауна Берију Гордију али и Максин Пауел, која је била задужена за вођство школе унутар издавачке куће Мотаун те Одјељења за умјетнички развој (енгл. Artist Development department). За разлику од великог броја својих савременица, Росова је пјевала танким, смиреним гласом, а њен вокални стил био је у складу са чињеницом да су све три дјевојке истицале своју женственост умјесто имитирања квалитета мушких група. Избјегавајући обичне наступе и једноставне плесне рутине, Супримс се на сцени појављивао са детаљном шминком и најмодернијим хаљинама и перикама, представљајући елегантну кореографију коју је осмишљао Мотаунов кореограф Чоли Аткинс. Пауелова је једне прилике рекла групи да „буде спремна за наступање испред краљева и краљица”. Горди је желио да Супримс, као и сви његови извођачи, буде једнако допадљив и црначкој и бјелачкој публици, и тежио је томе да се избрише слика да су црни извођачи мање вриједни.
Јавни часописи као што су Тајм и Детроит њуз коментарисали су углађено представљање Супримса. Тајм је назвао Супримс „поносом Детроита” и описао их је као „три дрозда која имају додир госпела и слатке текстове попут ’Стојим на раскрсницама љубави’”. Арнолд С. Херш из Детроит њуза о Супримсу је рекао сљедеће: „Оне не вриште нити наричу некохерентно. Одрасла особа може да разумије девет од сваких 10 ријечи које испјевају. И, најзапањујуће, мелодија може да се јасно препозна у свакој пјесми.” Такође, за разлику од већине америчких вокалних група, чланице групе су постале лако препознатљиве од стране својих фанова, дјелимично захваљујући каверу свог албума More Hits by the Supremes на ком је свака од чланица насликана засебно на предњој страни са својим потписом изнад слике.
До 1965. године пјевачице Супримса су постале међународне звијезде. Имале су турнеје широм свијета, стичући популарност у иностранству скоро исто као и у САД. Готово одмах након својих првих прворангираних хитова, снимале су пјесме за филмске саундтрекове, појавиле су се у филму Лопта за плажу (енгл. Beach Ball) из 1965, те су рекламирале на десетине производа (у једном моменту су имале и свој бренд хљеба). До краја 1966. године њихови хитови рангирани на прво мјесто су укључивали I Hear a Symphony, You Can't Hurry Love и You Keep Me Hangin' On. Те године група је такође објавила , који је постао први албум са групом коју чине само жене а који је досегао број један на америчкој листи Billboard 200, заузимајући ту прву позицију на којој је био Revolver Битлса.
Пошто је Супримс био популаран и код бјелачке публике као и код црначке, Горди је усмјеравао групу да наступа пред средњоамеричком публиком, и то у реномираним сапер клубовима (енгл. supper club) као што је Копакабана у Њујорку. Бродвеј и поп стандарди били су инкорпорисани у њихов репертоар поред самих хит пјесама. Као резултат овога, Супримс је постао један од првих црначких музичких бендова који је остварио комплетан и одржив/континуиран кросовер успјех. Бјелачки музичари су изводили и снимали кавер верзије већине оригиналних хит пјесама црначких рокенрол музичара ’50-их, а ти кавери су најчешће постајали славнији, били су више продавани и постизали су већи успјех од оригинала. Успјех Супримса, међутим, прекинуо је овај тренд. Са три чланице групе које су биле познате по својим индивидуалним личностима (потез без преседана у то вријеме) и забавњачким гласом Дајане Рос, Супримс је пробио расне баријере са рокенрол пјесмама које су се наслањале на стилски ритам и блуз. Група је постала екстремно популарна и на домаћем и на страном тржишту, поставши једна од првих црначких музичких група које су се редовно појављивале у телевизијским програмима као што су Хулабалу (енгл. Hullabaloo), Холивуд палас (енгл. The Hollywood Palace), Шоу Деле Рис (енгл. The Della Reese Show), а прије свега у Шоуу Еда Саливана (енгл. The Ed Sullivan Show) у којем су наступале 17 пута. Међукултурни успјех Супримса ефикасно је отворио пут за мејнстрим успјех других мушких група, попут поменутих Темптејшонса, али и Фор топса (енгл. Four Tops), Џексон фајва (енгл. the Jackson 5) итд.

### Промјене имена и састава
Проблеми са саставом групе и код неколицине извођача Мотаун рекордса довели су до тензија међу чланицама Супримса. Многи од осталих Мотаунових извођача осјећали су да је Бери Горди посвећивао превише пажње групи, а нарочито Росовој. Почетком 1967. године, име групе је званично накратко промијењено у Супримс са Дајаном Рос (енгл. the Supremes with Diana Ross), након чега је до средине љета поново враћено старо име Дајана Рос и Супримс (енгл. Diana Ross & the Supremes). Двије године прије овога, Мираклси (енгл. the Miracles) постали су Смоки Робинсон и Мираклси (енгл. Smokey Robinson & the Miracles). Марта и Ванделас (енгл. Martha & the Vandellas) у јесен 1967. постале су Марта Ривс и Ванделас (енгл. Martha Reeves & the Vandellas). Сазнавши да ће Росова да добија највише новца, Дејвид Рафин је неуспјешно лобирао да се Темптејшонси (енгл. the Temptations) преименују у Дејвид Рафин и Темптејшонси (енгл. David Ruffin & the Temptations), с тим да је Горди тврдио да су промјене имена вршене како би Мотаун могао да зарађајуе више новца на тзв. лајв резервацијама (пошто се са проширеним именом цијена обрачунава дупло, за фронтмена и за групу, умјесто само за групу).
Промјена имена Супримса подстицала је ширење већ присутних гласина о соло каријери Росове и допринијела је професионалном и личном распаду групе. Наиме, Горди је намјеравао да замијени Росову са Барбаром Рандолф почетком јесени 1966, али је промијенио своје мишљење и одлучио да остави Росову у групи још неколико година. Гордијев опрез можда је изазван инцидентом са почетка 1966. године када се група припремала за свој други наступ у Копакабани. Огорчен Балардиним несталним понашањем, Горди је одлучио да је замијени са Марлин Бароу, једном од чланица Мотаунове инхаус пјевачке групе Андантес (енгл. the Andantes). Међутим, када је менаџмент клуба чуо за ову промјену, припријетио је отказивањем наступа групе ако Балардова буде замијењена, зато што су се њене догодовштине са колегиницама сматрале једним од главних фактора који је допринио успјеху трија.
Како је Росова постала централна личност Супримса, Балардова се осјећала као аутсајдер у својој групи. Услиједила је депресија и Балардова је почела да прекомјерно пије, добијајући на тежини све док се није довела у ситуацију да не може нормално обући већи дио свог сценског аутфита. Пријатељство, а касније и радни однос, између Росове и Балардове постало је затегнутије. Током овог турбулентног раздобља, Балардова се у великој мјери ослањала на савјете своје колегинице Мери Вилсон са којом је задржала присан пријатељски однос. Вилсонова, споља показујући повученост и неутралан став по питању одржавања групе стабилном, тајно је говорила Балардовој да Росова и Горди нешто смјерају против ње како би је избацили из групе. Иако је Супримс имао два прворангирана хита током првог тромјесечја 1967, Love Is Here and Now You're Gone и The Happening, група као цјелина почела је да се распада.
До 1967. године Балардова се већ није појављивала на терминима заказаним за снимање или се појављивала препијана да би наступала. Током неких наступа почетком ове године, мијењала ју је Марлин Бароу. Тражећи трајнију замјену, Горди је поново размишљао о Барбари Рандолф, вјероватно вјерујући да би Рандолфова могла да постане и фронтменка групе када се донесе одлука да Росова настави да пјева соло. Како год, Росова се није баш најбоље слагала са Рандолфовом. Горди је априла 1967. године контактирао Синди Бердсонг, чланицу групе Пати Лабел и Блу белс (енгл. Patti LaBelle & the Blue Belles), која је наизглед подсјећала на Балардову, с намјером да је постави за њену замјену. Своје планове јасно је представио Балардовој и њеним сарадницама из групе на састанку одржаном средином априла, а Бердсонгова је била доведена да почне са пробама. Горди није моментално отпустио Балардову послије тог састанка, већ ју је питао да сама да отказ.
Бердсонгова се први пут појавила са Супримсом на мјесту Балардове 29. априла 1967. године, на добротворном концерту у амфитеатру „Холивуд боул” (енгл. Hollywood Bowl). Након наступа, Горди је брзо схватио да је Бердсонгова и даље уговором везана за Блу белс; наиме, адвокати те групе су против њега поднијели тужбу. Балардова се вратила у мају на пробни рад, како је она то називала, мада је у реалности заправо била ријеч о привременој замјени док Горди не успије да склопи валидан уговор са Бердсонговом. Током маја и јуна, знајући да је на корак од губитка посла, Балардова је покушала да се доведе у ред (смршала је и обавезе је извршавала на вријеме и тријезна). За ово вријеме, Бердсонгова је потајно путовала са Супримсом, проучавајући рутине чланица бенда...
Група се 29. јуна 1967. године вратила у хотел „Фламинго” (енгл. Flamingo Hotel) у Лас Вегасу, под именом Супримс са Дајаном Рос (енгл. the Supremes with Diana Ross), што је био први пут да је Росова наведена засебно од групе. Мјесец дана касније, Горди је преименовао групу у Дајана Рос и Супримс (енгл. Diana Ross & the Supremes), стављајући њено име испред имена групе.
Прва два дана ангажмана у „Фламингу” прошла су глатко. При пријави за шминку и одјећу прије првог наступа у вечери 1. јула 1967. године, Балардова је открила додатни сет перика и костима који су били донесени за Синди Берсонг. Огорчена, Балардова је први концерт вечери извела у алкохолизираном стању, што је довело до инцидента и срамоћења на сцени при чему је њен стомак био откривен када га је намјерно избацила напријед у току рутинског плесног перформанса. Побјешњели Горди јој је наредио да се врати у Детроит и трајно је искључио из групе. Бердсонгова је званично заузела своју позицију током другог првојулског наступа.
Балардино отпуштање из Мотауна коначно је закључено 22. фебруара 1968. године, када је јој је одједном исплаћено 139.804,94 долара хонорара и зараде. Она је покушала са соло каријером са Еј-Би-Си рекордсом (енгл. ABC Records), а била је приморана и да формално одбије соло уговор који јој је понудио Мотаун као дио нагодбе. Балардина два сингла из 1968. нису доспјела ни на једну листу, а њен соло албум је отказан. Године 1971, Балардова је тужила Мотаун потражујући 8,7 милиона долара, тврдећи да су се Горди и Дајана Рос уротили да је приморају да напусти групу; судија је пресудио у корист Мотауна. Балардова је на крају изгубила све; у биједи — 22. фебруара 1976. године — изненада је умрла у 33. години, од коронарне тромбозе. У вријеме своје смрти почела је да финансијски и лично напредује и планирала је да оживи своју соло каријеру.

### Одлазак Росове
Холанд—Дожер—Холанд је напустио Мотаун почетком 1968. године, након спора са издавачком кућом везано за хонораре и подјелу зараде. Као посљедица овога, квалитет Мотауновог учинка (нарочито везано за пројекте са групом Дајана Рос и Супримс) почео је да се смањује. Од пјесме Reflections из 1967. до The Weight из 1969. године, само шест од 11 објављених синглова доспјело је у топ 20, а само један од њих —  из 1968. године — успио је да дође на сами врх љествица. Због тензија унутар групе и строгих распореда турнеја, ни Мери Вилсон ни Синди Бердсонг нису имале много учешћа при стварању синглова; на овим снимцима су их мијењали сесионе пјевачице попут оних их Андантеса. Промјене унутар групе и пад продаје њихових пјесама били су знакови промјена унутар музичке индустрије. Соул заснован на госпелу који су изводили женски извођачи попут Арете Френклин потискивали су забавњачки стил Супримса, који је до сада почео да прави нешто умјереније пројекте. У културној клими сада под утицајем контракултурних покрета као што је Блек пантер парти (енгл. Black Panther Party) више него икада, Супримс се нашао суочен са оштрим критикама да није „довољно црначки”, те је тако изгубио тржиште црначке музике.
Мотаун је средином 1968. године започео низ високопрофилних пројеката сарадње за Супримс са њиховим старим пријатељима Темптејшонсима. Поред чињенице да су се обе групе формирале заједно, упаривање је имало и финансијског симсла: Супримс је већином имао бијелце као фанове, док су Темптејшонсе више вољели црнци. Издавачка кућа је до 1969. године увелико почела да ствара планове за соло каријеру Дајане Рос. Постојао је велик број кандидата да замијене Росову, а највише се истицала Сирета Рајт. Након што је видио 24-годишњу Џин Терел како наступа са својим братом Ернијем на Флориди, Бери Горди је одлучио ко ће на крају да замијени Росову. Терелова је постала дио Мотауна и након одласка Росове почела је да снима прве пјесме Супримса са Вилсоновом и Бердсонговом током дана, док су поменуте двије чланице групе и даље имале ноћне турнеје са Росовом. Истовремено, Росова је почела да снима своје прве соло нумере. Росина соло каријера званично је објављена новембра 1969. године.
 је пјесма снимљена с намјером да се објави као први соло сингл Дајане Рос. Желећи да се по посљедњи пут попне на прво мјесто са Супримсом, Горди је умјесто овога пјесму објавио као сингл групе Дајана Рос и Супримс, упркос чињеници да ни Вилсонова ни Бердсонгова нису пјевале нити један дио ове пјесме. Someday We'll Be Together се уистину и рангирао као први на америчким поп листама, поставши не само 12. и посљедњи хит број један Супримса већ такође и посљедњи хит број један 1960-их. Овај сингл је такође остао забиљежен као посљедњи телевизијски наступ Супримса заједно са Росовом, и то 21. децембра 1969. у Шоуу Еда Саливана. Што се тиче Шоуа Еда Саливана, Супримс је без Росове у овој емисији посљедњи пут гостовао 15. фебруара 1970. године

### Супримс 1970-их
Дајана Рос и Супримс је имао свој финални перформанс 14. јануара 1970. године у хотелу „Фронтијер” у Лас Вегасу. На финалном наступу, Џин Терел се појавила први пут као замјена за Дајану Рос. Према Мери Вилсон, послије овог наступа, Бери Горди је желио да замијени Терелову са Сиретом Рајт. Вилсонова је одбила, након чега је Горди изјавио да више неће да има ишта са овом групом. Ову изјаву такође је потврдио и Марк Рибовски. Послије наступа у „Фронтијеру”, Росова је званично започела каријеру као соло извођач. Мери Вилсон и Синди Бердсонг су наставиле да раде са Џин Терел на првом албуму Супримса након одласка Росове, Right On.
Супримс који је предводила Терелова — сада са именом Супримс (енгл. the Supremes); незванично познат у почетку као Нови Супримс (енгл. the New Supremes), а касније неформално називан Супримс ’70-их — снимио је хитове укључујући Up the Ladder to the Roof (број 10 у САД, број 6 у УК), Stoned Love (број 7 у САД, број 3 у УК) и Nathan Jones (број 16 у САД, број 5 у УК), од којих је све три продуцирао Френк Вилсон. Ова три сингла су се такође нашла и међу топ 10 ритам и блуз хитова, с тим да је децембра 1970. године Stoned Love постао њихов посљедњи ритам и блуз хит који се нашао на првој позицији. Тим за писање текстова и продуцирање пјесама Николас Ешфорд и Валери Симпсон (енгл. Nickolas Ashford & Valerie Simpson) продуцирао је други топ 20 хит за групу, дуетску верзију Супримса и Фор топса за пјесму Ајка и Тине Тарнер по имену .
Године 1972, Супримс је објавио свој посљедњи сингл који је био топ 20 хит, Floy Joy, а написао и продуцирао га је Смоки Робинсон; након овога је изашао посљедњи амерички топ 40 хит групе предвођене са Џин Терел, Automatically Sunshine (број 37 у САД, број 10 у УК). Automatically Sunshine је касније постао посљедњи сингл групе који је ушао у топ 10 у УК. И у пјесми Floy Joy и у Sunshine Терелова је заједно са Мери Вилсон пјевала главни вокал. Мотаун, који је до тада прешао из Детроита у Лос Анђелес да би почео да ради са филмовима, улагао је само минималан напор за промовисање нових материјала Супримса, а популарност и продаја групе почели су да опадају. Синди Бердсонг је напустила групу априла 1972, након што је снимила албум Floy Joy, да би основала породицу; њена замјена била је Линда Лоренс, бивша чланица бекап групе Стивија Вондера — Терд џенерејшон (енгл. Third Generation), претходник Вондерлава (енгл. Wonderlove). Џими Веб је био унајмљен да продуцира сљедећи ЛП за групу, The Supremes Produced and Arranged by Jimmy Webb, али албум и његов једини сингл I Guess I'll Miss the Man није успио да оствари велик утицај на Billboard поп листу (заузео је 85. мјесто).
Почетком 1973. године, Лоренсова је подржала одлуку да њен стари ментор Стиви Вондер напише и продуцира хит за Супримс, али резултат тога —  — заузео је 87. мјесто на америчким и 37. мјесто на британским поп листама. Лоренсова се може чути само мало, пуштајући јак глас неколико пута при крају пјесме (једина пјесма на којој се чује Лоренсова). Она је такође напустила групу да би основала породицу; њена замјена: повратак Синди Бердсонг.
Демотивисана овим пројектом са слабим резултатима и недостатком промотивне подршке из Мотауна, Џин Терел је напустила групу; замијенила ју је Шери Пејн, сестра умјетнице Фреде Пејн која је снимала за Инвиктус рекордс (енгл. Invictus Records).
У периоду између одласка Лоренсове и Терелове 1973. године и првог сингла Супримса са Шери Пејн — , диско сингл на ком Пејнова и Вилсонова дијеле главни вокал —, Мотаун је дуго правио уговоре за Пејнову и Бердсонгову која је одлучила да се врати. Све до објављивања албума 1975. године, Супримс је остао популаран бенд који је наступао уживо и наставио да одржава турнеје у иностранству, поготово у Уједињеном Краљевству и Јапану. Нова издања групе нису била успјешна толико као њихови ранији култни наслови, мада је He's My Man са албума The Supremes био популаран диско хит 1975. године. Сљедеће године, Бердсонгова незадовољна са менаџментом Супримса (којим је у то вријеме управљао тадашњи муж Мери Вилсон, Педро Ферер) поново напушта групу; замјењује је Сузеј Грин, друга бивша чланица поменутог Вондерлава.
Овај посљедњи састав Супримса објавио је два албума, од којих је на оба обновљена сарадња са Холанд—Дожер—Холандом: High Energy (који укључује глас Бердсонгове на свим нумерама) и Mary, Scherrie & Susaye. Током ове 1976. године Супримс је објавио I'm Gonna Let My Heart Do the Walking, свој финални топ 40 хит на листи .
Супримс је 12. јуна 1977. године извео свој опроштајни концерт у театру „Друри Лејн” (енгл. Drury Lane Theater) у Лондону; тада је група званично престала да постоји.

## Легат

### Надахнута дјела
Објављено је и продуцирано неколико радова фикције који су дијелом засновани на каријери групе. Филм Сјај (енгл. Sparkle) из 1976. године прича причу о трију који је налик Супримсу; зове се Систер и Систерс (енгл. Sister & the Sisters) и из њујоршког је Харлема. Филмску музику је компоновао Кертис Мејфилд, а саундтрек албум Арете Френклин био је комерцијални успјех. Римејк Сјаја је био у развоју почетком 2000-их, а главна улога требало је да буде глумица и ритам и блуз пјевачица Алија; међутим, пројекат је отказан након Алијине смрти године 2001. Римејк Сјаја је коначно изашао у кинима августа 2012. године; глумице су биле Џордин Спаркс (у својој првој филмској улози) и Витни Хјустон (у својој посљедњој филмској улози, прије ране смрти исте године).
Мјузикл који је освојио награду Тони по имену Дјевојачки сан (енгл. Dreamgirls), 21. децембра 1981. године је премијерно изведен у Краљевском театру на Бродвеју и имао је укупно 1.522 извођења. Мјузикл, дјелимично занован на историји Супримса, прати причу Дримса (енгл. Dreams), женског пјевачког трија из Чикага чије чланице постају музичке суперзвијезде. Неколико ликова представе је аналогно стварним умјетницима Супримса/Мотауна, са причом која се фокусира на двојници Флоренс Балард Ефи Вајт. Надахнуте музиком Супримса и Мотауна, пјесме у музичко-сценском дјелу су слободнија мјешавина ритам и блуз / соул и музике Бродвеја. Мери Вилсон се мјузикл свидио, али је Дајана Рос наводно била против истог и одбијала је чак и да га погледа.
Филмску адаптацију Дјевојачког сна, са Џејмијем Фоксом, Бијонсе, Едијем Марфијем и Џенифер Хадсон у главним улогама, објавили су Дримворкс и Парамаунт пикчерс децембра 2006. године. Филм садржи екплицитније алузије на Мотаун и Супримс него мјузикл којим је инспирисан.

### Награде и сљедбеници
Супримс је два пута номинован за награду Греми: за најбољу ритам и блуз пјесму (Baby Love, 1965) и најбољи савременички вокални перформанс рокенрол групе (Stop! In the Name of Love, 1966); међутим, бенд никада није освојио ниједну награду на такмичењу. Три пјесме су уврштене у Гремијеву дворану славних: Where Did Our Love Go и You Keep Me Hangin' On (обје 1999) и Stop! In the Name of Love (2001).
Пјесме Stop! In the Name of Love и You Can't Hurry Love налазе се међу „500 пјесама Рокенрол дворане славних које су обликовале рокенрол”. Постава Росова—Вилсонова—Балардова уврштена је 1988. године у Рокенрол дворану славних, добила је 1994. године звијезду на Холивудској стази славних, а 1998. године је ушла у Вокал груп дворану славних. Ролинг стоун је 2004. године ставио групу на 97. мјесто на свом списку „100 највећих умјетника свих времена”. Супримс је значајан по утицају који је имао на бендове црнкиња који су га наслиједили у популарној музици, као што су Три дигрис (енгл. The Three Degrees), Емошонс (енгл. The Emotions), Поинтер систерс (енгл. The Pointer Sisters), Ен воуг (енгл. En Vogue), Ти-Ел-Си (енгл. TLC), Дестинис чајлд (енгл. Destiny's Child), Клиопатра (енгл. Cleopatra) и др.

### Поновна окупљања
Интерес фанова довео је до идеје турнеје са поновно окупљеним чланицама Супримса, која је била веома профитабилна током 1980-их. Године 1982, у периоду када је Мотаун поновно окупио све чланове Темптејшонса, шириле су се гласине да ће Мотаун да окупи и Супримс. Постава Супримса из 1974. године (Вилсонова, Бердсонгова и Пејнова) разматрала се за поновно окупљање, а планирано је и снимање нових пјесама и турнеја. Након позива од Берија Гордија, Вилсонова је одбила поновно окупљање и идеја је пропала. Росова се накратко поновно удружила са Вилсоновом и Бердсонговом, да би извеле Someday We'll Be Together у телевизијском специјалу Мотаун 25: Јуче, данас, заувијек (енгл. Motown&nbsp;25: Yesterday, Today, Forever); специјал је снимљен 25. марта 1983. године, а емитован је 16. маја 1983. године на Ен-Би-Сију.
2000. године су стварани планови да се Росова придружи Вилсоновој и Бердсонговој за предлагану турнеју окупљања „Дајана Рос и Супримс: Повратак љубави” (енгл. Diana Ross & the Supremes: Return to Love). Међутим, Вилсонова је одустала од ове турнеје зато што су промотери понудили Росовој 15 милиона долара за њене наступе, док је Вилсоновој понуђено само 4 милиона долара и Бердсонговој чак мање од 1 милиона долара. Сама Росова је понудила да се суме новца понуђене и Вилсоновој и Бердсонговој подуплају у односу на оригинално понуђене, али иако је Бердсонгова прихватила — Вилсонова је остала непоколебљива, па је као резултат овога договор са обје бивше чланице Супримса пропао. У коначници, турнеја „Повратак љубави” је одржавана како је и распоређено, али са Пејновом и Лоренсовом поред Росове, иако нити једна од ове три умјетнице никада прије није била у групи истовремено, а такође ни Пејнова ни Лоренсова није пјевала у некој од оригиналних хит пјесама које су сада изводиле уживо. Сузеј Грин је такође разматрана за ову турнеју, али је одбила да дође на аудицију за исту. Музички критичари су се жалили, а фанови су били разочарани и овим а и скупоцјенијим наступима. Иако је турнеја добро прошла са већим концертима — укључујући готово максималан капацитет у ноћи отварања у Филаделфији и масовну распродају у Медисон сквер гардену у Њујорку —, подбацила је са мањим/средњим концертима. Турнеја је прекинута након извођења само половине планираних концерата.

### Групе-насљеднице
Џин Терел, Шери Пејн и Линда Лоренс су 1986. године почеле да наступају као ФЛОС (енгл. the FLOS) односно Формер лејдис оф Супримс (енгл. the Former Ladies of the Supremes). Када је Терелова напустила ову групу 1992. године, Лоренсина сестра Сандреј Такер је накратко замијенила, али је потом 1996. године дошла Фреди Пул. Недавно, септембра 2009. године, Пулову је замијенила Џојс Винсент, претходно чланица групе Тони Орландо и Дон (енгл. the Tony Orlando and Dawn). Некадашњи Супримс, сада под именом „Шери Пејн и Линда Лоренс, бивше [чланице групе] Супримс” (енгл. Scherrie Payne & Lynda Laurence, Formerly of the Supremes), ради на новим музичким пројектима.
Карен Рагланд је наступала са Мери Вилсон од 1978. године до средине 1980-их. Године 1989, је формирала сопствену групу по имену Саундс оф Супримс (енгл. the Sounds of the Supremes). Она је више пута тврдила да је била чланица Супримса због својих наступа са Вилсоновом, али никада није радила за Мотаун и наступала је са Вилсоновом тек након распада Супримса 1977. године, па се тако не сматра чланицом Супримса.

## Чланице
Супримс (Прајметс / Дајана Рос и Супримс)
- Флоренс Балард (1959—1967)
- Мери Вилсон (1959—1977)
- Дајана Рос (1959—1970)
- Бети Макглоун (1959—1960)
- Барбара Мартин (1960—1962)
- Синди Бердсонг (1967—1972, 1973—1976)
- Џин Терел (1970—1973)
- Линда Лоренс (1972—1973)
- Шери Пејн (1973—1977)
- Сузеј Грин (1976—1977)

## Поставе
| Прајметс 1959—1960 - Флоренс Балард - Дајана Рос - Мери Вилсон - Бети Макглоун | Прајметс/Супримс 1960—1962 - Флоренс Балард - Дајана Рос - Мери Вилсон - Барбара Мартин |

| Супримс 1962—1967 - Флоренс Балард - Дајана Рос - Мери Вилсон | Дајана Рос и Супримс 1967—1970 - Дајана Рос - Мери Вилсон - Синди Бердсонг |

| Супримс 1970—1972 - Мери Вилсон - Синди Бердсонг - Џин Терел | Супримс 1972—1973 - Мери Вилсон - Џин Терел - Линда Лоренс |

| Супримс 1973—1976 - Мери Вилсон - Синди Бердсонг - Шери Пејн | Супримс 1976—1977 - Мери Вилсон - Шери Пејн - Сузеј Грин |